# Мисс Интернешнл 1967
Мисс Интернешнл 1967 (англ. Miss International 1967) — 7-й международный конкурс красоты Мисс Интернешнл. Проводился 29 апреля 1967 в Лонг-Бич, США. Победительницей стала Мирта Масса из Аргентины.

## Конкурс красоты 1966 года
Когда Ингрид Фингер завоевала титул Мисс интернешнл 1965, город Лонг-Бич решил навсегда прекратить конкурс. Так как другой конкурс красоты Мисс Вселенная был популярнее в стране (до того, как он был проведён в этом городе в 1952-1959 годах, прежде чем переехать в Майами-Бич, штат Флорида в 1960 году). Тем не менее, организаторы конкурса решили продолжить конкурс из-за увеличения туризма и отметили, что победительница 1965 года стала самым продолжительным обладателем титула на 1 год и 8 месяцев.

## Финальный результат

### Места
| Финальный результат  | Участница |
| -------------------- | --- |
| Мисс Интернешнл 1967 | - Аргентина — Мирта Масса |
| 1-я вице-мисс        | - Израиль — Яффа Шарир |
| 2-я вице-мисс        | - США — Памела Элфаст |
| 3-я вице-мисс        | - Перу — Марта Суарес |
| 4-я вице-мисс        | - Гонконг — Жизелла Ма Ка-Вай |
| Полуфиналистки       | - Австрия — Анжелика Айхбергер - Бразилия — Вирджиния Барбоса де Соуза - Англия — Соня Гейл Росс - Финляндия — Тертту Хелена Ронканен - Гуам — Маргарет Гловер - Италия — Джильда Джуффрида - Япония — Хироко Сасаки - Швеция — Гунилла Сундберг - Швейцария — Урсула Ислер - Югославия — Славенка Веселинович |

## Участницы
- Аргентина — Мирта Масса
- Австралия — Маргарет Рохан
- Австрия — Ангелика Айхбергер
- Бельгия — Элиана Ламбрехтс
- Боливия — Мария Кристина Ибаньес Браун
- Бразилия — Вирджиния Барбоза де Соуза
- Канада — Марджори Энн Шофилд
- Цейлон — Перл Назария Курай
- Колумбия — Марта Лусия Гусман Пердомо
- Дания — Susan Kristensen
- Доминиканская Республика — Вивьен Сусана Эстрелья Севальос
- Эквадор — Лаура «Лаурита» Елена Бакеро Паласиос
- Англия — Соня Гейл Росс
- Финляндия — Тертту Хелена Ронканен
- Франция — Мартина Грато
- Германия — Рената Шмале
- Греция — Нагия Галакути
- Гуам — Маргарет Фрэнсис Гловер
- Нидерланды — Сандрина Ван Сенус
- Гонконг — Гизелла Ма Ка-Вай
- Исландия — Колбрун Эйнарсдоттир
- Ирландия — Соня Муллан
- Израиль — Яффа Шарир
- Италия — Джильда Джуффрида
- Япония — Хироко Сасаки
- Республика Корея — Чжин Хён Су
- Люксембург — Даниэль Вагнер
- Малайзия — Марджори Ронгсанк
- Мексика — Ребека Морраза Кальдера
- Новая Зеландия — Кайе Эвон Форстер
- Никарагуа — Милагрос Аргуэльо
- Перу — Марта Куимпер Суарес
- Филиппины — Маргарита «Марите» Лебумфасиль Ромуальдес
- Пуэрто-Рико — Мария Фелиса Седа
- Шотландия — Марлен Макфадин
- Сингапур — Анжела Аттиас
- Южно-Африканская Республика — Доун Дафф-Грей
- Испания — Ампаро Руис
- Швеция — Гунилла Эбба Маргрет Сундберг
- Швейцария — Урсула «Уши» Ислер
- Французская Полинезия — Соня Аньерай
- Уругвай — Ракель Эрлих
- США — Памела Элфаст
- Венесуэла — Сесилия Пикон-Фебрес
- Уэльс — Доун Салливан
- Югославия — Славенка Веселинович

## Ссылка
- Мисс интернешнл — 1967